# L'ultima sposa di Palmira
L'ultima sposa di Palmira è un romanzo dello scrittore Giuseppe Lupo, pubblicato nel 2011. Nello stesso anno il libro ha vinto il Premio Selezione Campiello  e il Premio Vittorini.

## Struttura
Suddiviso in 41 capitoli, quelli di numero dispari fino a 39 sono il racconto in prima persona di Viviana Pettalunga, quelli di numero pari sono trasposizioni delle storie narrate da Mastro Vito Gerusalemme. Il cap. 41 è collocato trent'anni dopo e narrato in prima persona dall'anonimo figlio di Viviana. Completa il tutto una nota finale dell'Autore.

## Trama
Nel novembre 1980, in seguito al devastante terremoto dell'Irpinia, la dottoressa Viviana Pettalunga, antropologa, giunge da Milano in una zona chiamata Palmira situata a cavallo tra Irpinia e Basilicata. La caratteristica di tale paese è di non apparire in alcuna mappa o carta geografica. A Palmira è rimasto solo un anziano falegname, mastro Vito Gerusalemme, chiuso nella sua falegnameria a lavorare per il mobilio destinato a una sposa, Rosa Consiglio. Ripetutamente richiamato dalle autorità per l'ostinazione dimostrata, l'artigiano accetta di conoscere Viviana e dedicarle dei colloqui per apprendere il passato del paese distrutto.
Mastro Gerusalemme imprime sui mobili della futura sposa le storie favolose che hanno accompagnato la nascita e lo sviluppo di Palmira. Da un mitico patriarca sarebbero nate molte famiglie, ognuna delle quali arriva a raggiungere un suo culmine in momenti successivi. Però il culmine è sempre legato all'esperienza della morte e del distacco dai propri cari, intravisti nella loro forma immateriale, mentre si avviano ai campi dell'Aldilà. E sempre vi è qualche miracolo: per uno che va, succede un prodigio, come incontrare farfalle profetiche, ricevere grano benedetto e ascoltare il linguaggio degli uccelli. A Rosa Consiglio, la sposa, va trasmessa questa eredità, anche se mastro Gerusalemme avrebbe desiderato che l'ultimo dei suoi tre figli fosse lo sposo.
Viviana ha una certa conoscenza di quelle terre remote, che le deriva dal padre, originario dell'Irpinia. Giorno dopo giorno, si immedesima con le storie al punto di restarne coinvolta e indaga ciò che la circonda, tanto da precedere il falegname su quel che seguirà. Quando per Natale arrivano da Milano i tre figli del mastro, essi chiedono al padre di trasferirsi da loro, al Nord, ma non ottengono ascolto e si congedano. Solo il più giovane, Melchiorre, innamorato di Rosa Consiglio, rimasto segretamente in zona, chiede a Viviana di sottrarre un'ampolla di vernice nella falegnameria paterna. Aspirandone l'odore, si può prendere il volo con il vento. E Viviana asseconda il giovane, che fugge con Rosa Consiglio.
Oltre dieci anni prima, Viviana aveva vissuto un amore giovanile e mai dimenticato con Stefano, coetaneo finito in carcere per lancio di molotov durante una manifestazione. Stefano appare all'improvviso, trascorre le notti con Viviana, ma di giorno lei non lo incontra e tutto sembra ancora un altro sogno, come ne ebbero gli abitanti di Palmira. Ma sogno non è: assolto dall'obbligo di fare il mobilio di Rosa Consiglio, mastro Gerusalemme accatasta i mobili e li brucia, risparmiando solo una culla per bimbi che aveva aggiunto al resto, come suo regalo. Quindi il mastro scompare e non viene più ritrovato. La falegnameria, unico edificio di Palmira scampato al terremoto, senza l'anima del suo proprietario, si riempie di crepe e in qualche giorno si affloscia, divenendo rovina tra le rovine.
Trent'anni dopo, il figlio di Stefano e Viviana, torna nella zona di Palmira, ricostruita come cittadina moderna. Egli deve tenere una conferenza sulle storie di mastro Gerusalemme, al quale la comunità ha dedicato un monumento. Viviana non torna, perché ha una carriera sfolgorante, dovuta ai suoi libri, e ha incaricato il figlio di rappresentarla nella nuova Palmira. Ma la verità è che non può tornare: il giorno del falò dei mobili, lei è stata l'unica a vedere il mastro che si avviava verso i terreni dei morti. Così, presa la culla, è ripartita con Stefano, sono tornati a Milano e si sono sposati. E il tenero lascito che li ha accompagnati ha fatto forse di Viviana l'ultima sposa di Palmira.

## Edizioni
- Giuseppe Lupo, L'ultima sposa di Palmira, Marsilio, Venezia 2011
- Giuseppe Lupo, L'ultima sposa di Palmira, Marsilio, Venezia, Feltrinelli, Milano 2018